# Kazimierz Figlewicz
Kazimierz Figlewicz (ur. 6 stycznia 1903, zm. 23 września 1983) – polski duchowny rzymskokatolicki.

## Życiorys
W 1925 przyjął święcenia kapłańskie. Od 1926 do 1930 wikary w Ruszczy, od 1930 do 1933 wikariusz w Wadowicach – był katechetą i spowiednikiem Karola Wojtyły, w latach 1933–1957 wikariusz, a od 1957 proboszcz parafii na Wawelu. Od 1957 kanonik kapituły katedralnej. W 1977 mianowany prałatem a w 1982 – infułatem. Zasłynął akcją ratowania skarbów katedry wawelskiej w okresie II wojny światowej. Pochowany na cmentarzu Rakowickim w Krakowie w grobowcu kanoników kapituły.